# Сулим Михайло Кирилович
Михайло Кирилович Сулим (20 вересня 1924, Київська область — вересень, 2000) — один з організаторів розробки в СРСР сімейства («Ряду») ЕОМ, що отримав назву ЄС ЕОМ, Лауреат Державної премії СРСР (1983).

## Біографія
Народився в селянській сім'ї. З 1929 р. проживав у Києві.
У 1939 р., закінчивши сім класів середньої школи, продовжив навчання в 12-й Київській артилерійській спеціальній школі. Під час Радянсько-німецької війни, в 1941 р. разом зі школою був евакуйований в м. Ілєк Чкаловської області. У 1942 р. закінчив 10 класів цієї школи і продовжив навчання в 2-му Київському артилерійському училищі, яке закінчив в січні 1943 р. і був направлений на Воронезький фронт.
З січня 1943 р. по липень 1944 р. брав участь у боях як начальник розвідки дивізіону Армійського артилерійського полку. За участь у боях на Курській дузі був нагороджений орденом Вітчизняної війни першого ступеня. З липня 1944 по серпень 1946 р. перебував у лавах Радянської Армії на різних командних посадах.
Після демобілізації в 1946 р. вступив до Київського політехнічного інституту, який закінчив з відзнакою в 1951 р. На початку 1952 р. був направлений до Москви, в СКБ-245, де в розгорталися роботи зі створення перших засобів електронної обчислювальної техніки. Працював в СКБ-245 на посадах інженера, старшого інженера, з 1956 р. — начальника відділу. В 1958 році відділ спільно з ІТМ і ОТ завершив розробку ЕОМ М-20. Сулим разом з М.Р. Шура-Бура був призначений заступником головного конструктора цієї ЕОМ (головний конструктор — академік Сергій Олексійович Лебедєв).
В 1959 р. при організації Державного комітету з радіоелектроніки (ДКРЕ) був призначений головним інженером — заступником начальника 8-го Головного управління, координув в Раднаргоспах країни розробку засобів обчислювальної техніки, з 1960 р. — начальник 8-го Головного управління.
У 1965 р. займає посаду начальника 8-го Головного управління Міністерства радіопромисловості, створеного на базі ДКРЕ, а через рік — заступника міністра. Займався розробкою і виробництвом засобів обчислювальної техніки (спеціальних і загального призначення) і створенням на їх основі автоматизованих систем управління (переважно спеціального призначення).
Найважливішим результатом діяльності в цей період була розробка, узгодження та затвердження в ЦК КПРС і РМ СРСР постанови про подальший розвиток обчислювальної техніки в СРСР. Цією постановою, що вийшла наприкінці 1967 р., передбачалося створення ряду сумісних ЕОМ, продуктивністю від 20 до 2000 тис. операцій в секунду. Для випуску цих ЕОМ, їх вузлів і комплектуючих передбачалося розширення і будівництво в трьох міністерствах понад 30 заводів. Для керівництва створенням цього ряду машин третього покоління постанова передбачала організацію в Москві Науково-дослідного центру електронної обчислювальної техніки.
У другій половині 1969 при захисті технічного проекту ЄС ЕОМ разом Б. І. Рамеєвим запропонував змінити узгоджену в СРСР і в країнах соціалістичної співдружності лінію на сумісність ЄС ЕОМ з системою IBM/360 на сумісність з ICL System 4 компанії ICL (яка, в свою чергу, була клоном IBM/360). Пропозиція була відхилена.
В березні 1971 залишив пост заступника міністра і був призначений директором — науковим керівником «НИИСчетмаш». За програмою створення ЄС ЕОМ «НИИСчетмаш» розробив периферійні та термінальні системи.
У 1973 р. захистив кандидатську дисертацію, яка була визнана докторською, і в 1974 р. ВАК присудив вчений ступінь доктора технічних наук.
В 1991 р. вийшов на пенсію.

## Нагороди
Був нагороджений двома орденами Вітчизняної війни першого ступеня (1943 р. і 1985 р.), орденом Леніна (1966 р.), орденом Жовтневої революції (1976 р.), шістьма медалями.
В 1983 р. за роботи по створенню ЄС ЕОМ отримав Державну премію СРСР.